# Філіп Капуто
Філіп Капуто (англ. Philip Caputo; 10 червня 1941, Чикаго) — американський новеліст та журналіст, ветеран В'єтнамської війни.

## Життєпис
Філіп Капуто народився 10 червня 1941 у Чикаго. Навчався в університетах Пурду та Лойоли. Після закінчення навчання у 1964 три роки служив у морській піхоті США, включаючи шістнадцятимісячне стажування у В'єтнамі. Написав 14 книг, серед яких дві є власними мемуарами, чотири — документальною літературою, вісім —новелами. Серед творів Капуто — мемуари, присвячені війні у В'єтнамі, під назвою «A Rumor of War» («Чутки про війну»), що були високо оцінені критиками та читачами, переведені на 15 мов, розійшлися більш ніж 1,5 млн копій від моменту їх публікації у 1977 році та загалом вважалися класикою воєнної літератури. Окрім цього Капуто є автором багатьох статей, ревю, має публікації у широкому діапазоні видань — від The New York Times, The Boston Globe, The Washington Post до Esquire, National Geographic та The Virginia Quarterly Review. Серед його тем — біографічні нариси письменника-новеліста Вільяма Стайрона і актора Роберта Редфорда, радянське вторгнення до Афганістану та неспокій на мексиканському кордоні.
Кар'єра професійного письменника Капуто розпочалася у 1968 році, коли він приєднався до штату співробітників видання The Chicago Tribune та після цього працював репортером команди дослідників до 1972 року. Протягом наступних п'яти років був закордонним кореспондентом цієї газети, працював у Римі, Бейруті, Сайгоні та Москві. У 1977 році залишив видання, присвятивши себе написанню книг та статей.

## Нагороди
- Пулітцерівська премія (1972) у складі команди (за висвітлення фактів фальсифікацій під час голосування у Чикаго)
- Overseas Press Club Award (1973)
- The Sidney Hillman Foundation Award (1977) (за мемуари A Rumor of War)
- Connecticut Book Award (2006)
- Literatury Lights Award (2007)

## Твори
- A Rumor of War (1977)
- Horn of Africa (новела, 1980)
- Delcorso's Gallery (1983)
- Indian Country (1987)
- Means of Escape: Memoirs of the Disasters of War (1991)
- Equation for Evil (1996)
- Exiles: Three Short Novels (1997)
- The Voyage (1999)
- Means of Escape: A War Correspondent's Memoir of Life and Death in Afghanistan, the Middle East, and Vietnam (2002)
- Ghosts of Tsavo: Stalking the Mystery Lions of East Africa (2002)
- In the Shadows of the Morning: Essays On Wild Lands, Wild Waters, and a Few Untamed People (есе, 2004)
- Acts of Faith: A Novel (новела, 2005)
- Ten Thousand Days of Thunder: A History of the Vietnam War (2005)
- 13 Seconds: a Look Back at the Kent State Shootings (2005)

## Особисте життя
Філіп Капуто та його дружина Леслі Вер (Leslie Ware) проводять своє життя між Коннектикутом і Аризоною. Має двох синів від попереднього шлюбу.